# 블랙펄 (음악 그룹)
블랙펄(Black Pearl)은 휘은, 나미, 영주, 정민으로 구성된 대한민국의 4인조 여성 그룹이다. 소속사는 코어콘텐츠미디어이다. 데뷔 전부터 제2의 씨야로 호평을 받았다. 그리고 씨야 김연지, 이보람, 다비치 강민경, 이해리, 블랙펄 나미, 휘은을 중심으로 컬러핑크가 결성되어 활동을 하였다. 그리고 블랙펄 활동이 끝난 후 미카는 소속사를 MBK 엔터테인먼트에서 로엔 엔터테인먼트로 소속사를 이전하였다. 미카가 탈퇴를 하고 정민이 새 멤버로 들어왔다. 새 멤버 정민은 김연지, 이해리와 함께 크레이지우먼으로 활동하였다. 그리고 3년만에 고고씽을 발매하였다. 그럼에도 불구하고 별다른 방송활동을 하지 못하고 각자의 길을 걷기위해 2012년도에 해체하고 만다.

## 이전 구성원
| 이름 | 소개 |
| ---- | --- |
| 나미 | - 본명: 오나미 - 생년월일: 1979년 2월 22일(46세) - 포지션: 리더, 서브보컬 |
| 정민 | - 본명: 이정민 - 생년월일: 1982년 2월 15일(43세) - 출생지: 대한민국 경기도 성남 - 포지션: 서브보컬 - 학력: 한신대학교 철학과 졸업 - 경력: - 2003년 이정민 본명으로 솔로 음반을 발표하여 데뷔 - 2008년 블랙펄의 새맴버로 합류 |
| 영주 | - 본명: 나영주 - 생년월일: 1987년 12월 12일(37세) - 포지션: 메인보컬 - 경력: 히든싱어 10회 방송분 출연 |
| 휘은 | - 본명: 김휘은 - 생년월일: 1990년 9월 15일(34세) - 포지션: 메인보컬 - 학력: 동덕여자대학교 실용음악학과 재학 |
| 미카 | - 본명: 우미진 - 생년월일: 1983년 4월 14일(41세) - 출생지: 대한민국 경기도 안양시 - 학력: 경기도 안양예술고등학교 연극영화학과 졸업 - 포지션: 서브보컬 - 경력: 현재 연기자로 활동중                                          |

## 앨범 수록곡
- 좋은걸 어떡해 Single (좋은걸 어떡해)
- 결국 너잖아…Single (결국... 너잖아)
- 신데렐라맨 O.S.T (좋은 사람 Ver.2,나 너 좋아해)
- 슬픔보다 더 슬픈 이야기 O.S.T (애수)
- 2008 연가 (좋은걸 어떡해)
- 에덴의동쪽 2 O.S.T (미운사랑 with 브라운아이드걸스 제아)
- 숙명 O.S.T (시차 with 씨야, 다비치)

### 음반
- 싱글 앨범 《좋은걸 어떡해》(2007년)
- 싱글 앨범 《결국…너잖아》(2007년)
- 디지털 싱글 앨범 《Color Pink》(with 씨야, 다비치) (2008년)
- 1st 미니 앨범 《GOGOSING》(2010년)

### 데뷔와 활동
- 2007년 7월 16일 Mnet 엠카운트다운으로 데뷔
- 2008년 6월 12일 color pink(씨야&다비치&블랙펄) Blue Moon 프로젝트 앨범에 참여.
- 2008년 연말에 브라운아이드걸스의 제아와 함께한 에덴의동쪽O.S.T <미운사랑> 활동
- 2009년 상반기부터 2010년 6월까지 활동을 중지. 그 사이에 미카가 탈퇴함.
- 2010년 7월 5일 새 멤버 정민 영입 후 3년만에 첫 번째 미니앨범 GOGOSSING 온라인 공개.
- 2010년 7월 15일 미니앨범 GOGOSING 오프라인 발매.